# Uchiyama Kōshō

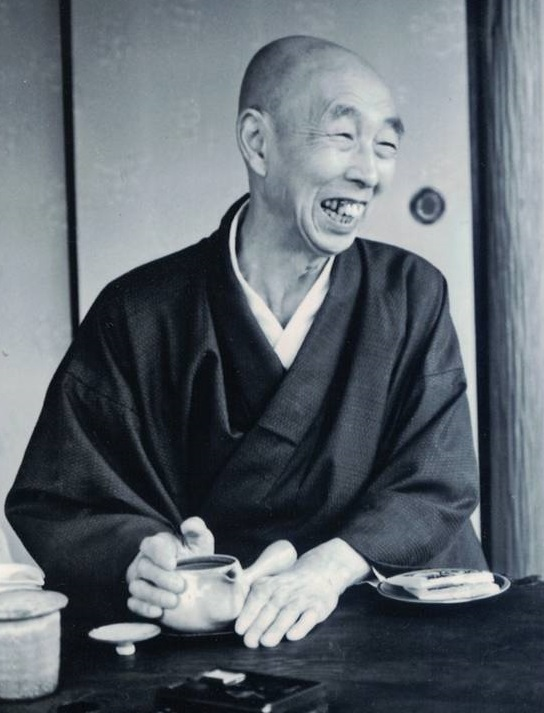
Kosho Uchiyama bereitet Tee zu (1940)

Uchiyama Kōshō (jap. 内山 興正; * 1912; † 13. März 1998) war ein Zen-Meister des zwanzigsten Jahrhunderts in Japan. Er wurde 1941 von Sawaki Kodo Roshi (1880–1965) zum Mönch ordiniert und kümmerte sich um seinen Meister bis zu dessen Tod 1965 im Kloster Antai-ji.
Während des Zweiten Weltkriegs (1939–1945) wurde Antaiji das damals noch im nördlichen Kyōto gelegen war, aufgegeben. 1949 ließ sich Sawaki und Uchiyama hier nieder und beide machten Antaiji zu einem Ort, der reinen Zazen-Praxis. Seitdem widmeten sich die Mönche von Antaiji ausschließlich der Zazen-Praxis und dem Betteln im Geist und in der Form der buddhistischen Mönchstradition. Als Folge verbreitete sich der Ruhm des Tempels nicht nur in Japan, sondern auch im Westen und viele japanische und westliche Menschen praktizierten im Tempel.
Nach Sawakis Tod folgte ihm Uchiyama als sechster Abt des Antai-ji nach. Nach Sawakis Tod versammelten sich viele Schüler im Antaiji um Uchiyama Rōshi. Neben seinem Einsatz für die reine Zazen-Praxis machte er sich auch durch die Herausgabe der von ihm gesammelten Aussprüche Sawaki Rōshis und das Verfassen von eigenen Büchern einen Namen. Seine Schüler verbreiteten seine Lehre sowohl in Japan als auch im Ausland, besonders in den Vereinigten Staaten. Mehrere seiner Bücher sind ins Englische und auch ins Deutsche übersetzt worden.
1975 zog er sich aus dem Antai-ji zurück und lebte mit seiner Frau im Noke-in, einem kleinen Tempel im Süden Kyōtos, wo er am 13. März 1998 verstarb.